# WebM
WebM je otevřený formát video souboru umožňující video kompresi pro použití HTML5 videem. Definuje strukturu souborového kontejneru a formáty komprese videa a zvuku. Vývoj projektu je sponzorován Googlem. V roce 2010 na výroční konferenci vývojářů společnosti Google v San Francisku viceprezident produkt managementu Sundar Pichai oznámil, že společnost otevřela kodek VP8 a v kombinaci se zvukovým formátem Vorbis byl vytvořen WebM. Google oznámil, že od toho dne budou všechna nahraná videa na YouTube v rozlišení 720p nebo větším kódována ve WebM jako součást demonstrace HTML5.
Soubor WebM se skládá z video streamu ve formátu VP8, VP9 nebo AV1 a audio streamu ve formátu Vorbis nebo Opus, uložených v kontejneru založeném na formátu Matroska.
Tento jednoduchý formát kontejneru je optimalizován pro web. Používá se například pro přehrávání filmů ve vysokém rozlišení, živé vysílání či videohovory. Nízká výpočetní náročnost kodeků VP8 a VP9 umožňuje přehrávání videa na takřka jakémkoliv zařízení, včetně netbooků s nízkou spotřebou, kapesních počítačů, tabletů atd.
WebM je licenčními poplatky nezatížený souborový formát. To znamená, že poskytovatel obsahu nemusí platit poplatky za poskytnuté video (bez ohledu na jeho obchodní model) a distributoři softwaru tvořícího WebM video nemusí platit poplatky za podporu WebM ve svém softwaru. 
WebM je speciálně navržen pro streamování videa.

## Podpora
WebM nativně podporují webové prohlížeče Google Chrome, Mozilla Firefox, Opera, Microsoft Edge a Safari. U Internet Exploreru je potřeba nainstalovat plugin.
Z webových stránek formát podporují např. Wikimedia, YouTube, Vine a 4chan (možno nahrát videa menší než 3 MB, kratší než 120 sekund).
Formát WebM je také podporován v rozhraní WebRTC, otevřeném standardu pro komunikaci v reálném čase pomocí webového prohlížeče, který už podporují webové prohlížeče Firefox, Opera a Chrome.
WebM přehrají multimediální přehrávače VLC, KMPlayer, MPlayer, Winamp, Miro. Podpora pro WebM je součástí i multimediálních frameworků FFmpeg a Libav.
Hardwarovou akceleraci pro WebM/VP9 již oznámila řada předních výrobců čipů. Podpora WebM je zahrnuta v některých z nových generací chytrých mobilních telefonů, tabletů a chytrých televizorů. Výrobci kamer Sony, LG a Panasonic představili první produkty umožňující záznam do WebM/VP9.
V roce 2013 VP9 byl povolen ve výchozím nastavení v Google Chrome  Dev Channel.
NVIDIA ve spolupráci s Mozillou a YouTube umožnila přehrávání 3D WebM ve Firefoxu 4.
11. listopadu 2010 společnost Chips&Media představila první ukázku FPGA pro hardwarové dekódování VP8.

## Licence
Zdrojové kódy softwarových nástrojů projektu WebM jsou distribuovány pod open-source licencí BSD.
Formáty používané v souborech WebM se liší.  Video streamy v tomto formátu jsou komprimovány ve formátech VP8, VP9, AVC (H.264), AV1. Audio streamy jsou komprimovány ve formátech Opus a Vorbis. Základní formáty VP8, VP9, Opus a Vorbis jsou bez licenčního poplatku. To platí i pro AV1. Komerční použití AVC (H.264) vyžaduje licenci v zemích, kde platí softwarové patenty. 
Společnosti Apple a Microsoft jsou součástí patentového fondu MPEG-LA. Vlastní patenty na techniky používané v licencovaných formátech a účtují si za ně licenční poplatky. Proto nadále používaly formáty jako H.264. Microsoft však v roce 2015 oficiálně oznámil, že podpora WebM/VP9 bude dostupná ve Windows Insider Preview builds. V roce 2016 oznámil, že Microsoft Edge bude podporovat kontejner WebM, video formát VP9 a zvukový formát Opus na webech, které používají rozšíření Media Source Extensions (MSE). V roce 2021 začal verzí 14.1 formát WebM podporovat i prohlížeč společnosti Apple, Safari .